# ترادین
ترادین (به انگلیسی: Treuddyn) یک منطقهٔ مسکونی در بریتانیا است که در Flintshire واقع شده‌است. ترادین ۱٬۵۶۷ نفر جمعیت دارد.